# Dono Doni

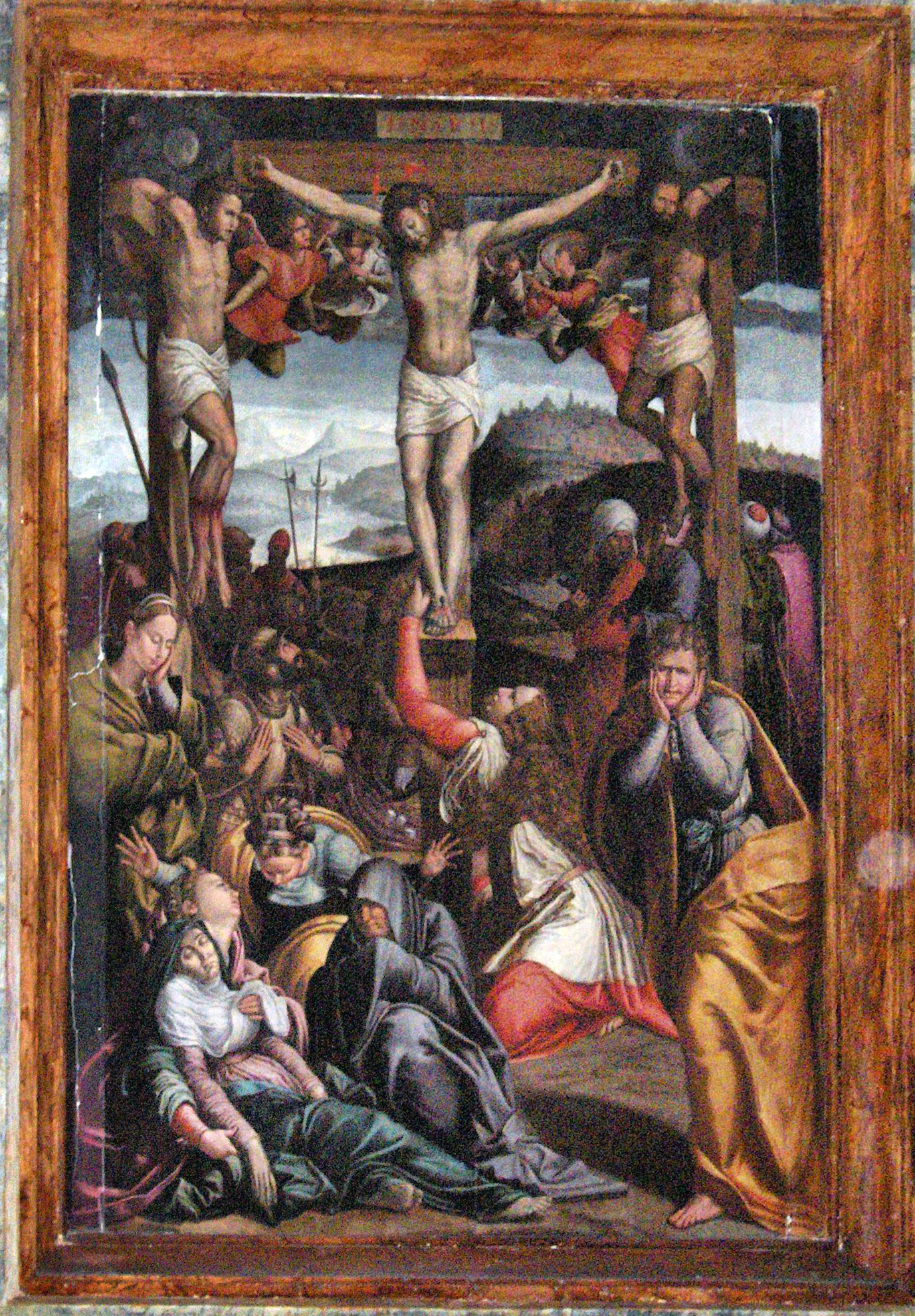
Crocifissione (1583), olio su tavola, Cattedrale di San Rufino, Assisi

Dono Doni, o anche Adone Doni (Assisi, 1500 circa – Assisi, 1575), è stato un pittore italiano.

## Biografia
Dono Doni fu allievo di Giovanni Spagna. Successivamente subì l'influsso della maniera di Giulio Romano, diffusa in Umbria da Jacopo Siculo e Raffaellino del Colle.
Nel 1543 decorò, insieme a Raffaellino del Colle, la cappella della Rocca Paolina a Perugia, andata distrutta. Allo stesso anno risale la Natività, conservata nella Pinacoteca civica di Bettona, dove l'influsso di Giulio Romano si somma conoscenza della coeva maniera fiorentina. 
La produzione matura coincide con una piena adesione allo stile artistico di Michelangelo
Tra le altre opere principali si ricordano Il Calvario nel refettorio della Basilica di Santa Maria degli Angeli del 1561, una Pietà presente nel Duomo di Gubbio, la Crocifissione (1583) e Deposizione (1583) per la Cattedrale di San Rufino ad Assisi. 
Fu maestro ed ispiratore di Ascensidonio Spacca, più noto come il Fantino, e del figlio Lorenzo Doni.